# 石部宿場の里
石部宿場の里（いしべしゅくばのさと）は、滋賀県湖南市の雨山文化運動公園内にある石部宿の都市公園。1985年にオープンした。

## 概要
江戸時代に東海道五十三次の51番目の宿場として栄えた石部宿の、関所の門、農家、旅籠、商家、茶店、蔵、八石教会所などの往時の街並みを再現している。
それぞれの建物は内部を公開しており、江戸時代の民俗関係の資料が展示されている。
併設されている東海道石部宿歴史民俗資料館では石部宿関連の資料を展示している。

## ギャラリー

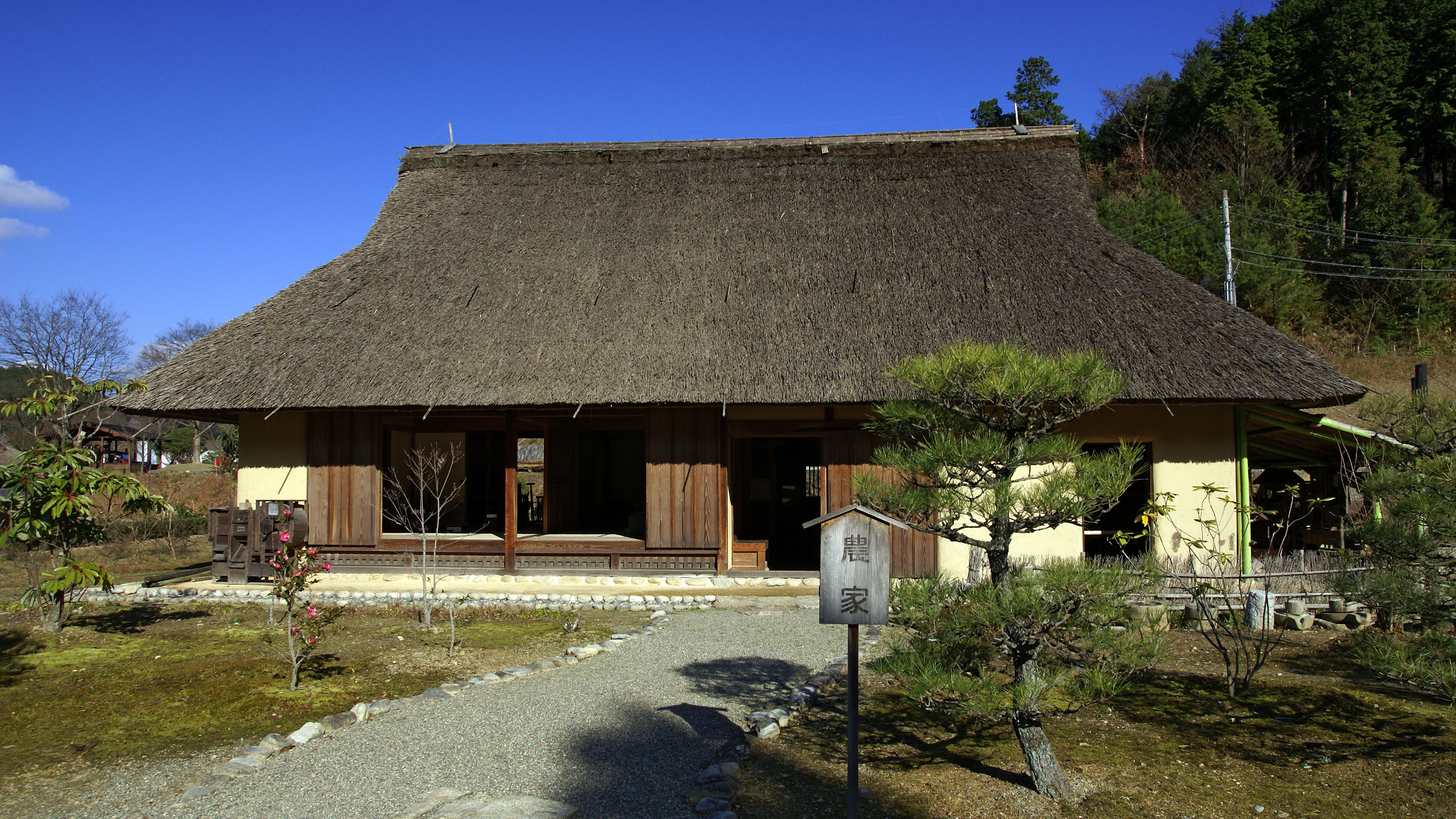
農家
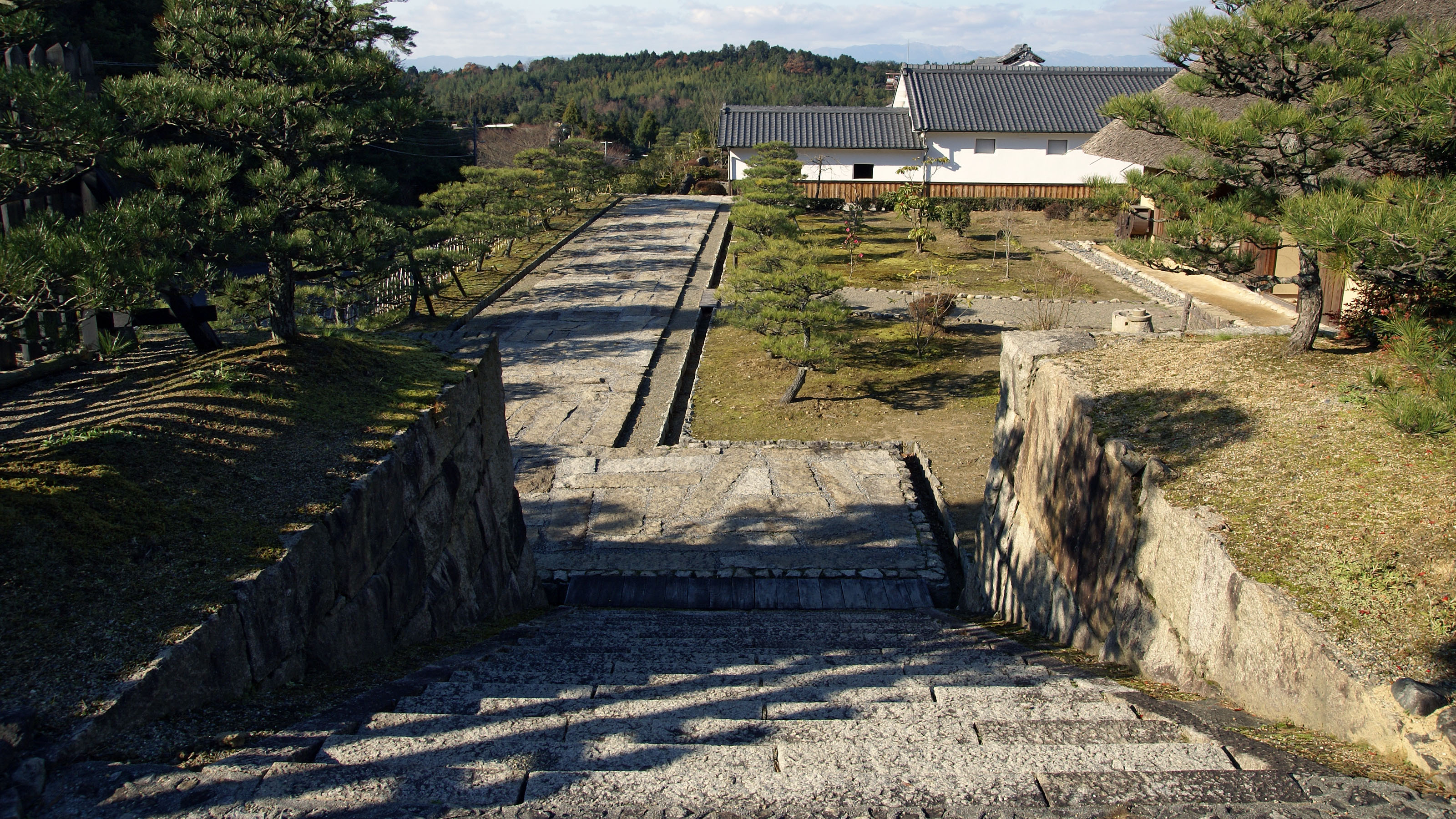
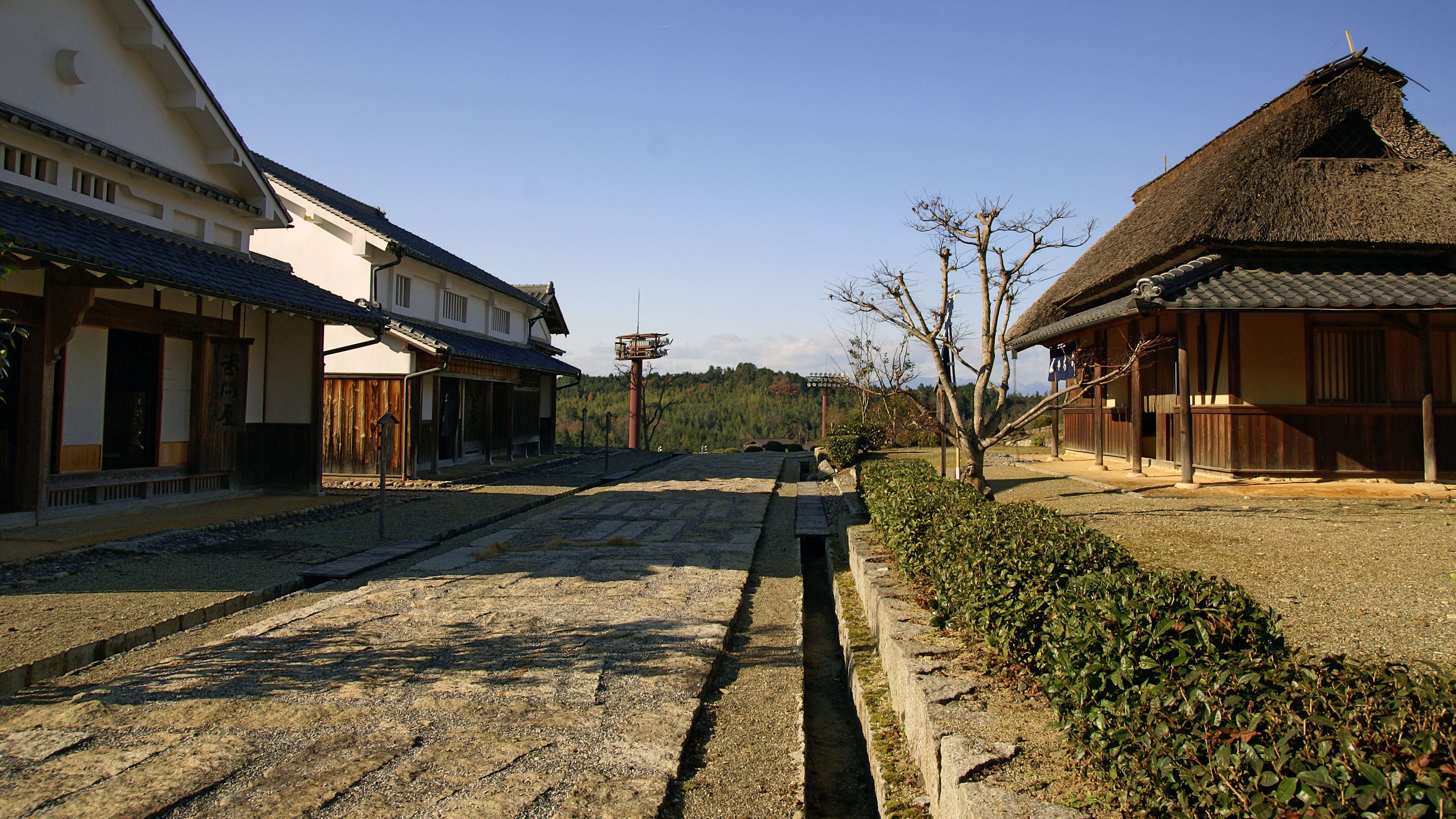
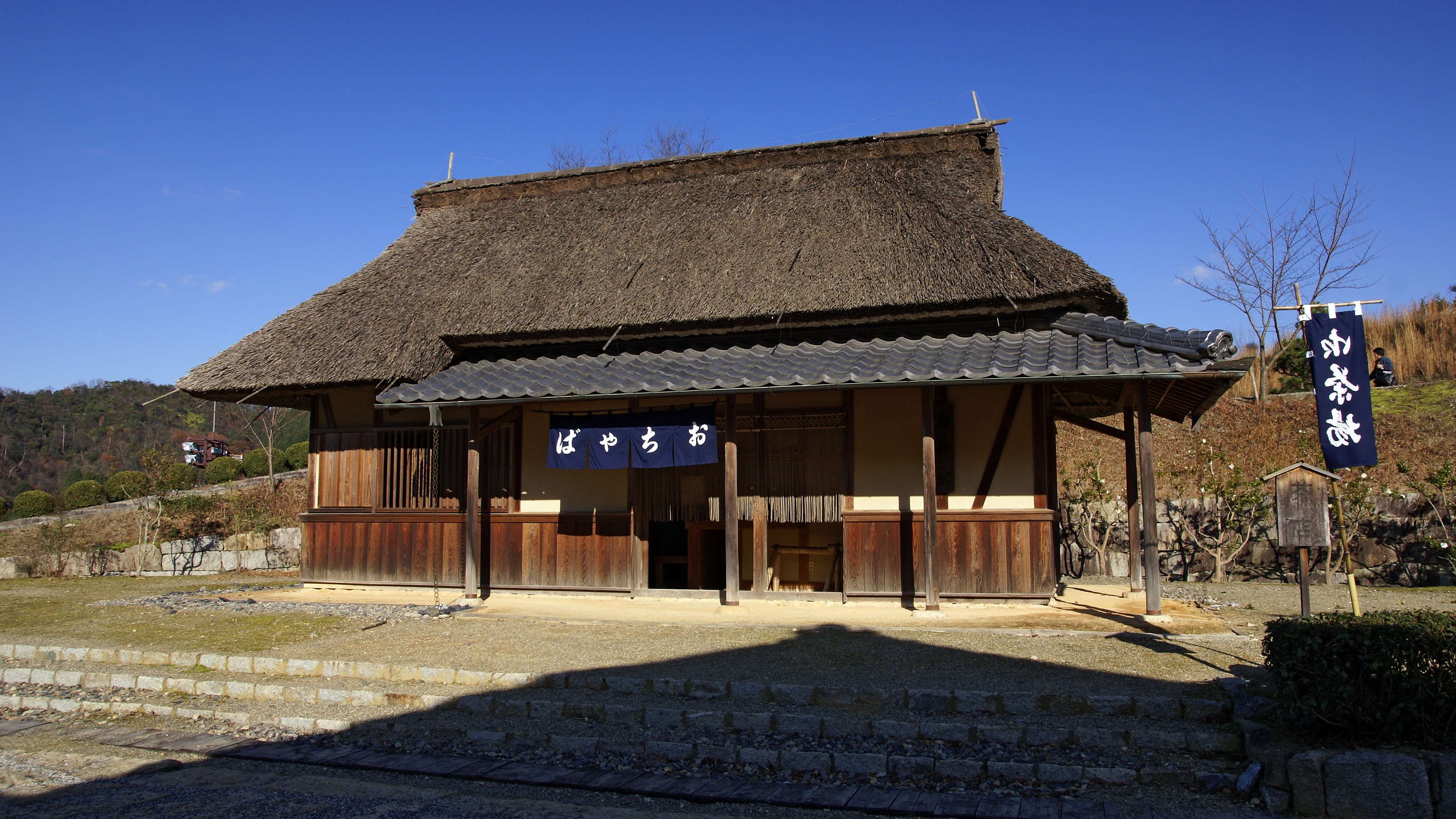
茶店
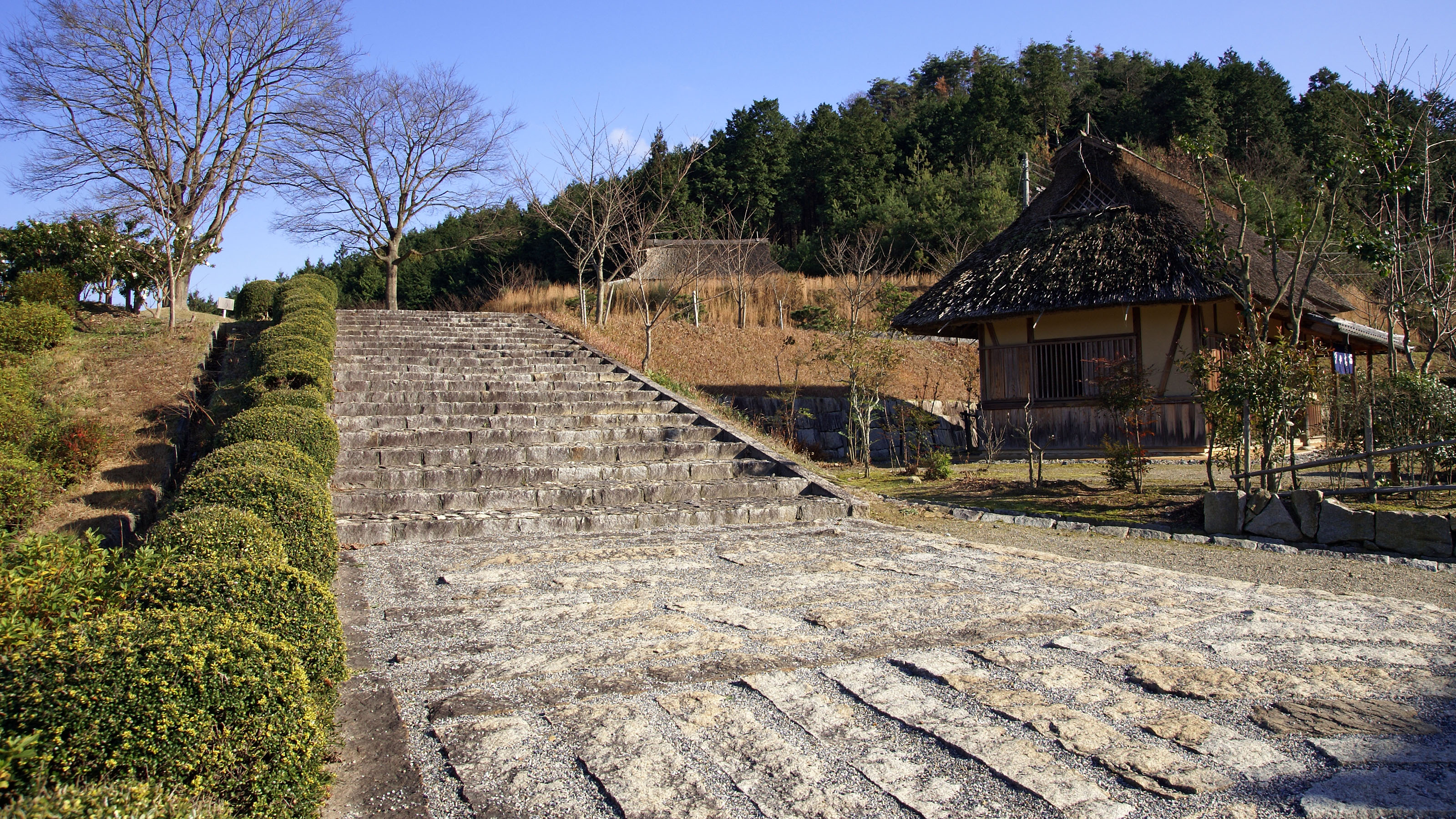
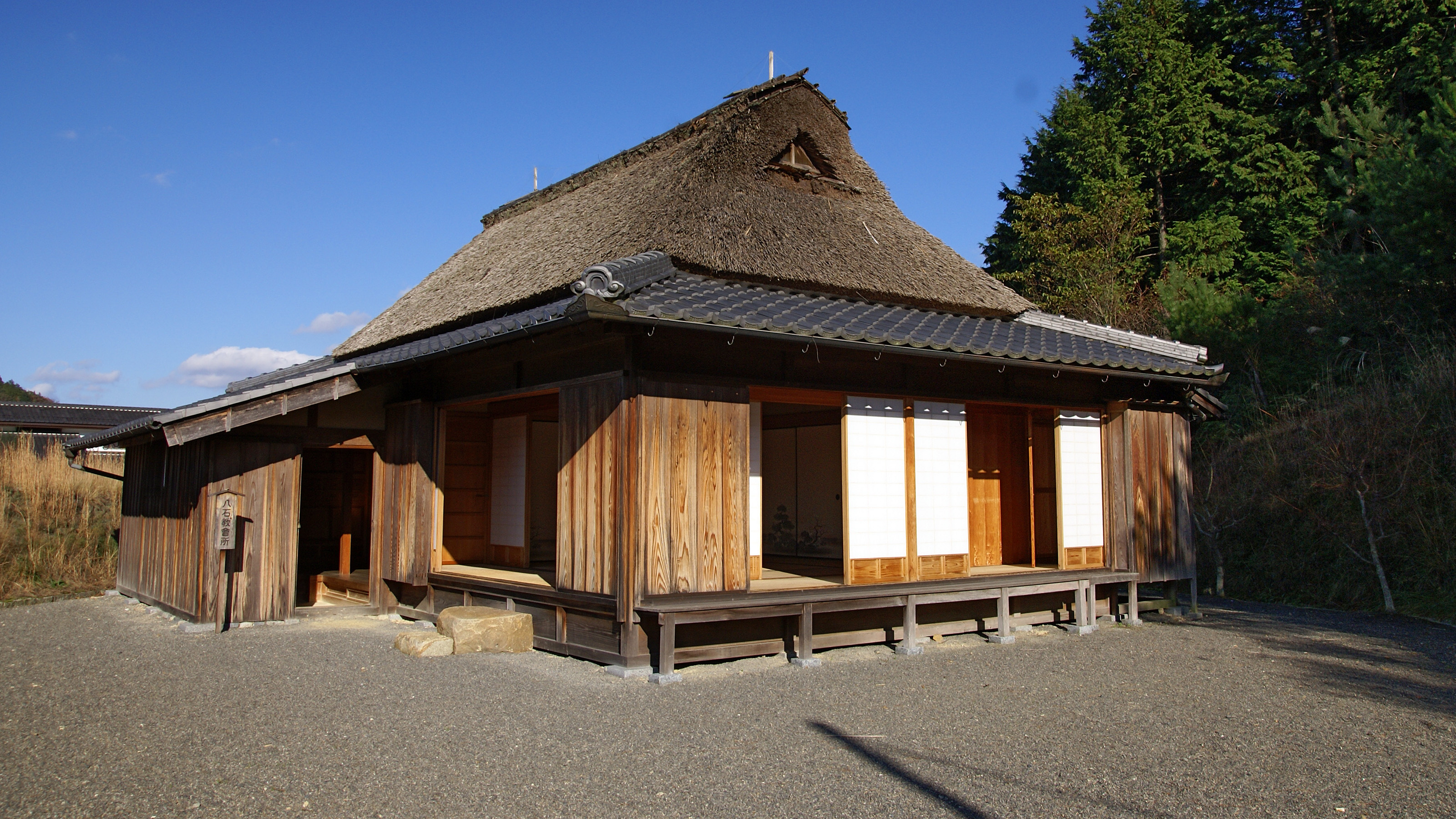
八石教会所
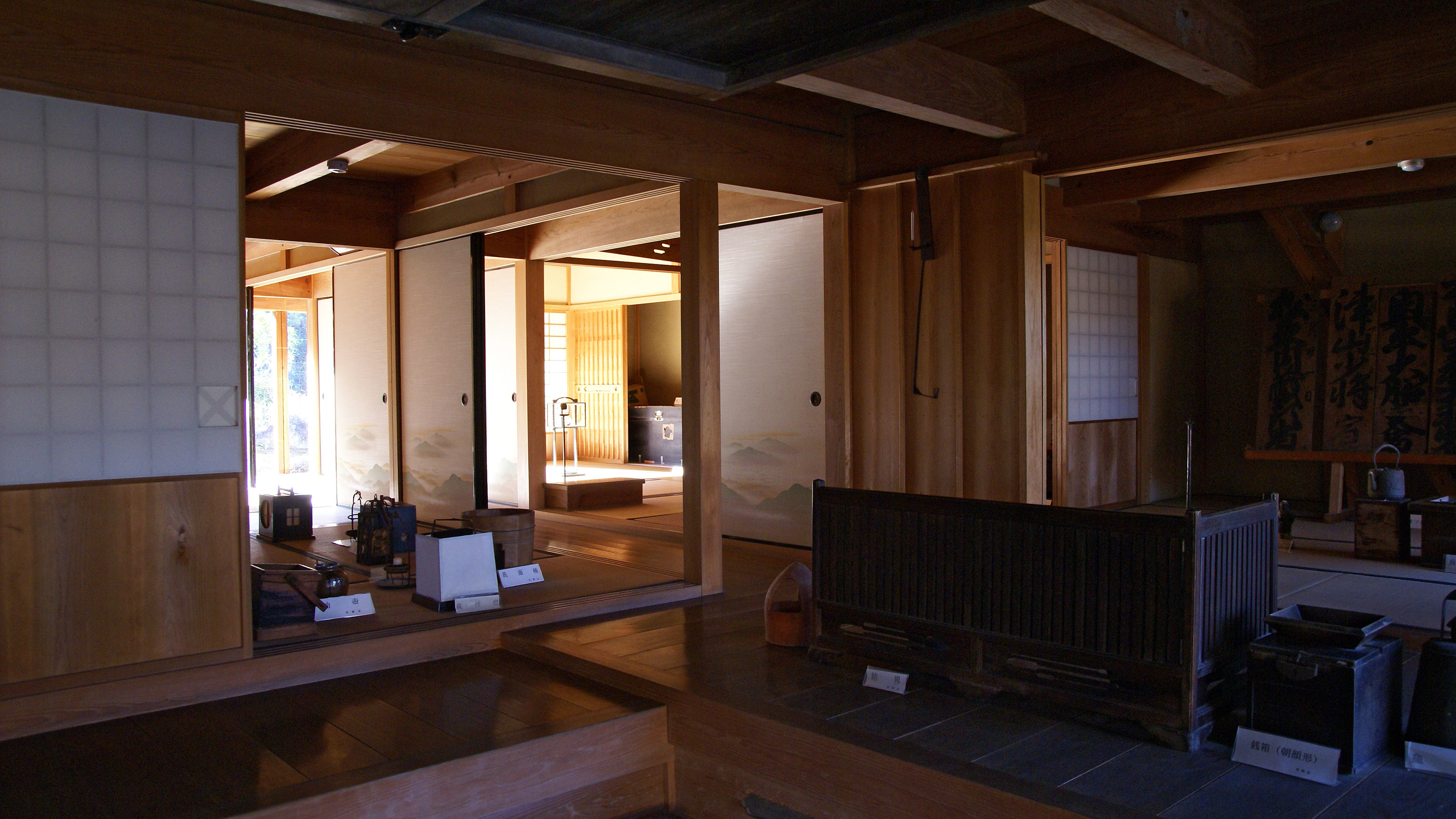
商家の内部
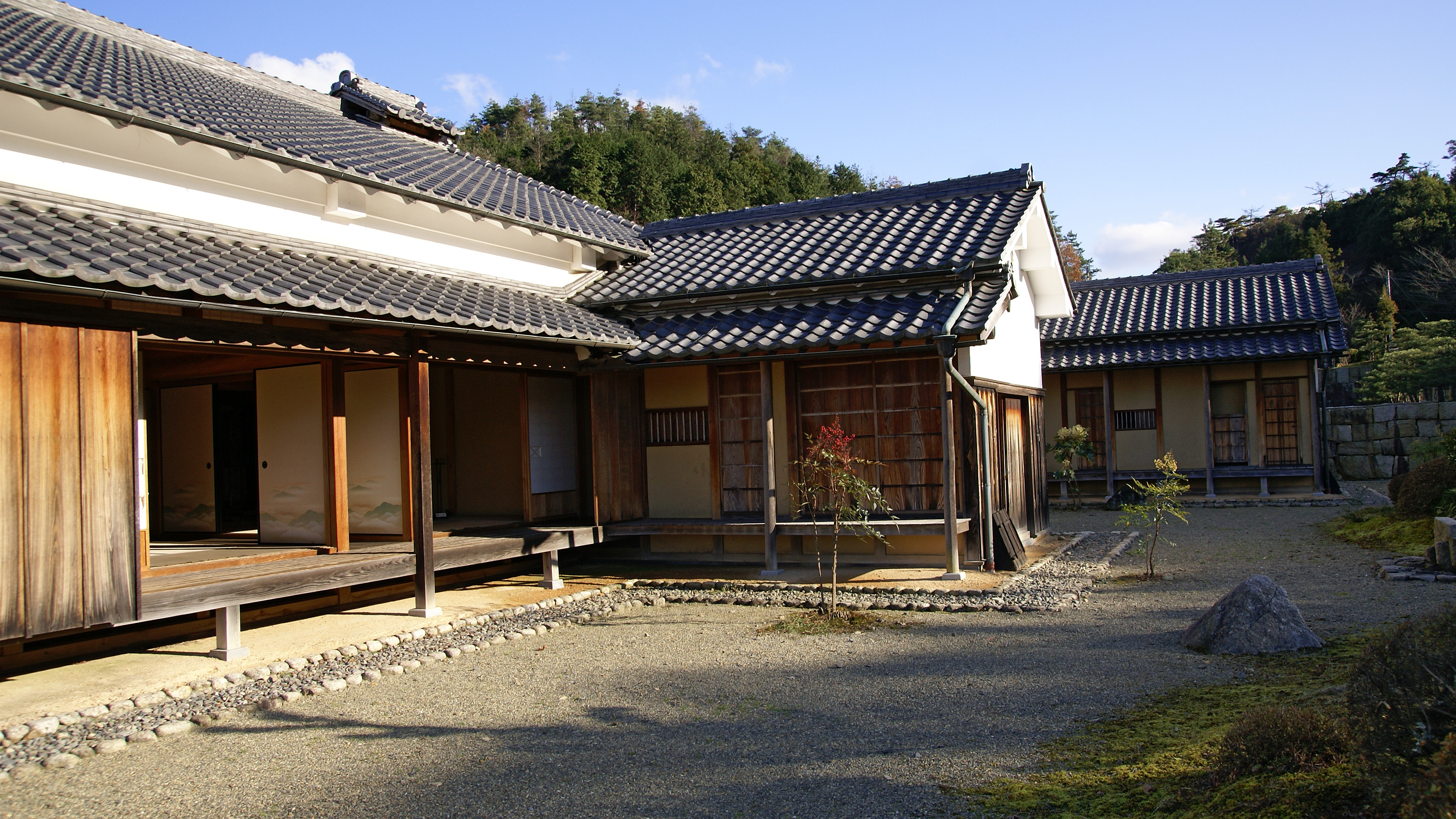
旅籠の裏庭
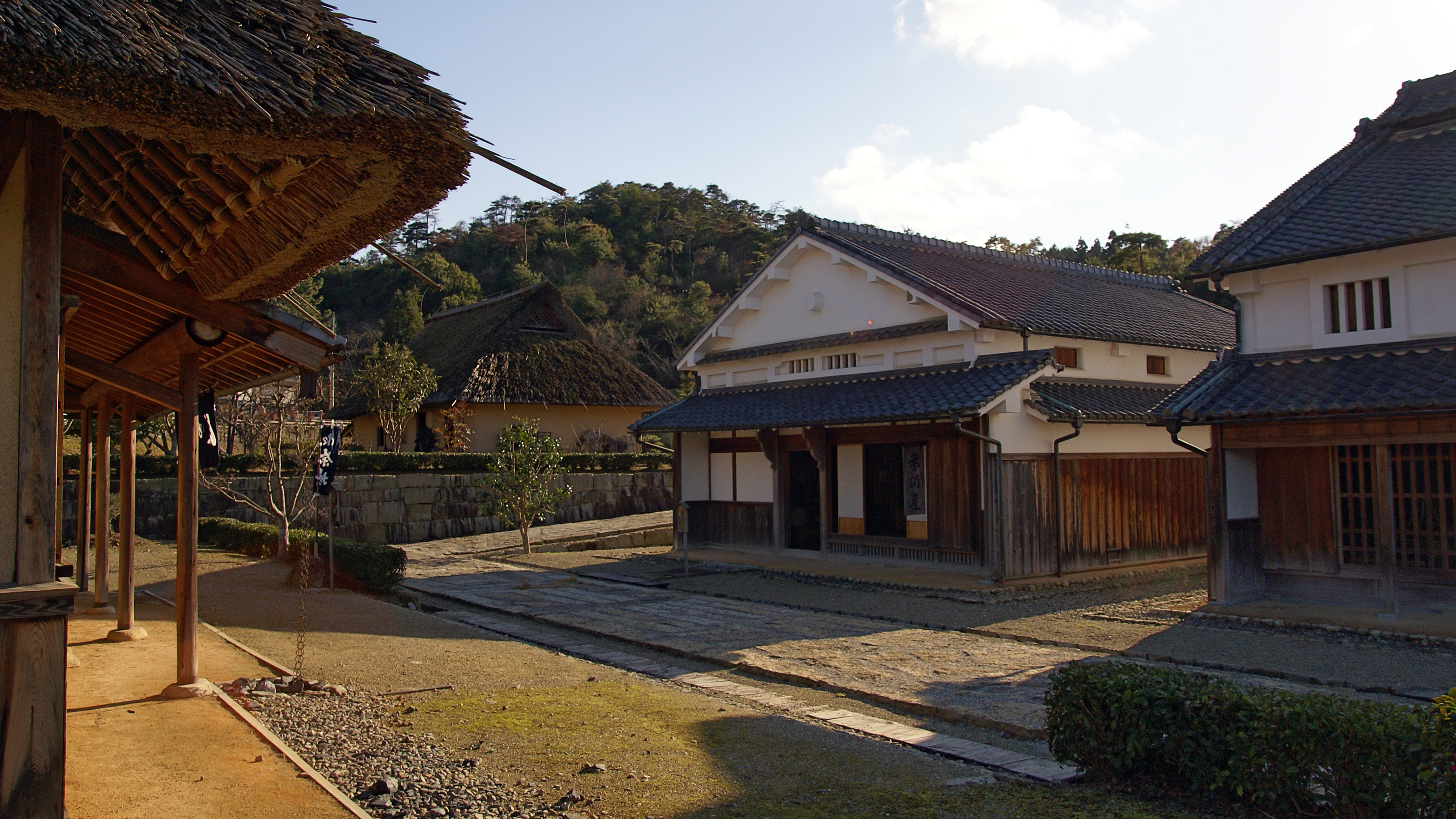
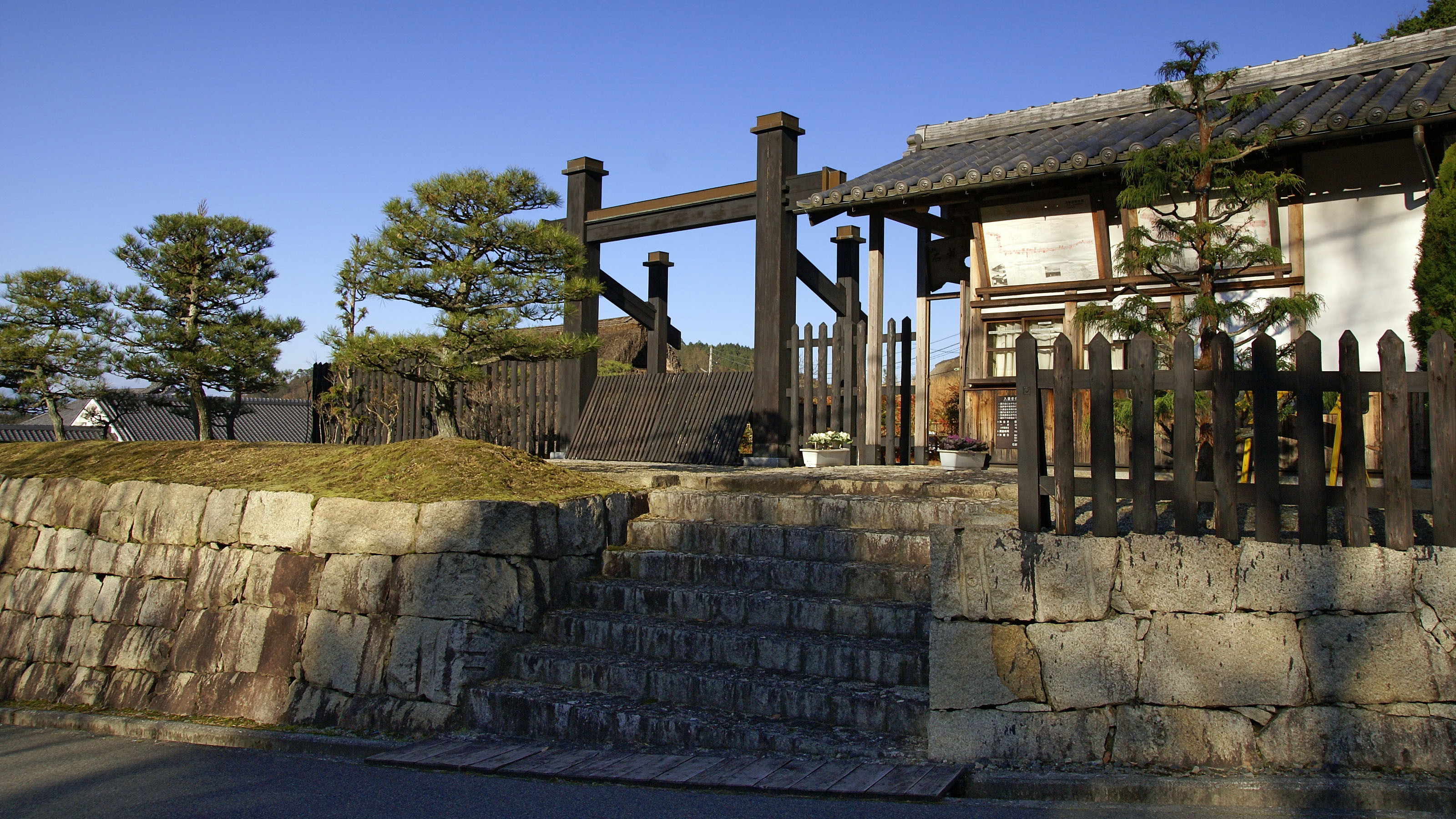
関所の門

## 利用情報
- 休館日 - 月曜、祝祭日の翌日（土曜日・日曜日は除く）、12月28日〜翌年1月4日
- 開館時間 - 9:00～16:30
- 所在地 - 滋賀県湖南市雨山2-1-1 駐車場有

## 交通アクセス
- JR草津線 石部駅から車で8分

## 周辺情報
- 臥龍の森 - 森林浴の森100選
- 吉御子神社
- 常楽寺
- 長寿寺、白山神社
- じゅらくの里